# Света Екатерина (Димитровград)
„Света Екатерина“ е православен храм с прилежащ парк в Димитровград, България.
Открит е с тържествен водосвет на 13 юли 2006 година от митрополит Арсений Пловдивски и протойерей Александър Карягин, представител на Руската православна църква в България. Постряването на храма е по идея на сформиран Инициативен комитет, председателстван от кмета на община Димитровград Димитър Хаджииванов и директора на „Неохим“ АД Димитър Димитров, който е и основен ктитор. Изографисването на храма е финансирано от ливанската компания „Кариферт Интернешънъл“.